# Champion Aircraft
Champion Aircraft Corporation je proizvajalec športnih letal. S proizvodnjo je pričelo leta 1954. Prvi model je 7EC, ki ga je kupil od Aeronca Aircraft Corporation.   V 50. in 60. letih 20. stoletja je Champion predstavil različice zasnove serije 7. Champion je prav tako razvil in začel s proizvodnjo znatno nadgrajenega naslednika serije 7, 8KCAB Decathlon, kot tudi dvomotornega Lancerja . Podjetje Champion je leta 1970 prevzelo podjetje Bellanca Aircraft Corporation, ki je v času prevzema še naprej proizvajalo večino modelov Champion v proizvodnji.

## Letala
Champion, kot pove že ime, je bil ustanovljen za proizvodnjo dizajna, ki ga je Aeronca predstavila leta 1946 kot 7AC Champion. Do konca proizvodje 1951, so napredovali v dizajnu s 7BCM, 7CCM in 7DC ter dosegli 7EC. To je bil ta model, s katerim je Champion začel proizvajati leta 1954 in mu dal ime "Traveler", ki je sledil alfanumerični oznaki modela.  Čeprav je obstajala velika raznolikost, so bila vsa letala, ki jih je predstavil Champion, na tak ali drugačen način povezana z izvirno zasnovo Aeronca.
| Ime modela                | Št. zgrajenih | Vrsta                                |
| ------------------------- | ------------- | ------------------------------------ |
| Champion 7EC Traveler     |               | Enokrilno enomotorno kabinsko letalo |
| Champion 7FC Tri-Traveler | 472           | Enokrilno enomotorno kabinsko letalo |
| Champion 7GC Sky-Trac     | 171           | Enokrilno enomotorno kabinsko letalo |
| Prvak 7HC DX'er           | 39            | Enokrilno enomotorno kabinsko letalo |
| Champion 7GCA Sky Trac    | 396           | Enokrilno enomotorno kabinsko letalo |
| Champion 7JC Tri-Con      | 25            | Enokrilno enomotorno kabinsko letalo |
| Champion 7GCB Challenger  |               | Enokrilno enomotorno kabinsko letalo |
| Prvak 7KC Olimpija        | 4             | Enokrilno enomotorno kabinsko letalo |
| Prvak 7GCBA Challenger    |               | Enokrilno enomotorno kabinsko letalo |
| Champion 402 Lancer       | 25-36         | Enokrilno dvomotorno kabinsko letalo |
| Prvak 7ECA Citabria       |               | Enokrilno enomotorno kabinsko letalo |
| Prvak 7GCAA Citabria      |               | Enokrilno enomotorno kabinsko letalo |
| Prvak 7GCBC Citabria      |               | Enokrilno enomotorno kabinsko letalo |
| Prvak 7KCAB Citabria      |               | Enokrilno enomotorno kabinsko letalo |
| Prvak 8KCAB Decathlon     |               | Enokrilno enomotorno kabinsko letalo |